# Rifles Frank Wesson

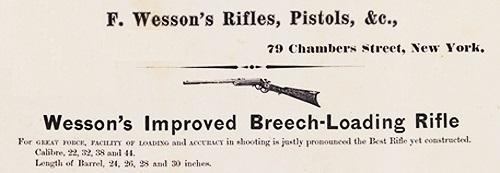
Anúncio de um Rifle Frank Wesson.

Rifle Frank Wesson é uma designação genérica para uma série de rifles de tiro único, projetados por Frank Wesson a partir de 1959 e produzidos em Worcester - Massachusetts, que estiveram em serviço entre 1861 e 1865. Eles foram adquiridos por vários governos estaduais durante a Guerra Civil Americana, incluindo Illinois, Indiana, Kansas, Kentucky, Missouri e Ohio.

## Características

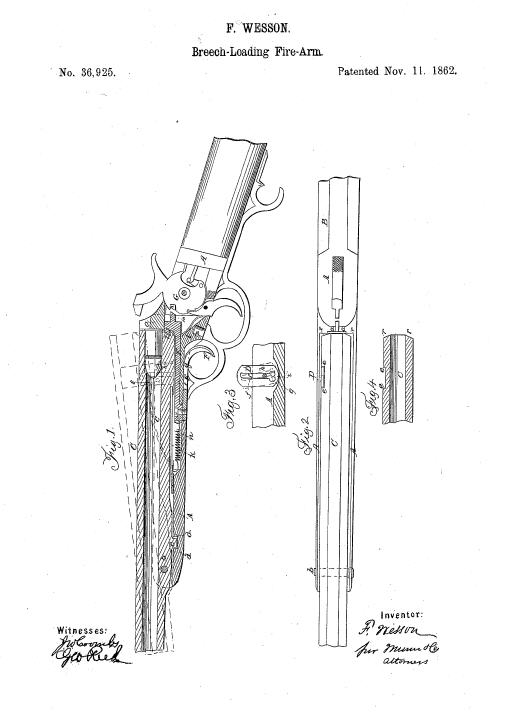
Desenho da patente do sistema de carregamento do Rifle Frank Wesson.

O Rifle Frank Wesson foi um dos primeiros rifles a usar cartuchos metálicos de fogo circular. Ele foi inicialmente fabricado para cartuchos nos calibres: .22, .32, .38 e .44. Cartuchos de fogo central foram adicionados mais tarde, e alguns rifles foram capazes de disparar tanto cartuchos de fogo circular quanto de fogo central, alterando apenas um ajuste no cão.
Frank Wesson (1828-1899) e N.S. Harrington obtiveram a patente 25.926, "Improvement in Breech-Loading Fire-Arms" em 1859, e Frank Wesson recebeu a patente 36.925, "Improvement in Breech-Loading Fire-Arms" em 1862.

## Variantes
Todas as variantes do rifle possuíam dois gatilhos: os da frente para abrir o cano e o de trás para disparar.
Esses foram os modelos por data de fabricação:
- 1st Type - (1859-1864)
- 2nd Type - (1863-1876)
- 3rd Type - (1872-1888)
- 4th Type - (1872-1888)
- 5th Type - (1876-1888)